# Savo Trikić
Savo Trikić, bosansko-hercegovski general, * 20. januar 1915, † 2001.

## Življenjepis
Trikić je leta 1941 vstopil v NOVJ in KPJ; med vojno je bil politični komisar in poveljnik več enot; nazadnje je bil poveljnik 6. vzhodnobosanske proletarske brigade.
Po vojni je bil poveljnik divizije KNOJ, načelnik štaba korpusa, poveljnik vojaškega področja, inšpektor v Glavnem inšpektoratu JLA,...